# ハイベリー・スタジアム (フリートウッド)
ハイベリー・スタジアム (Highbury Stadium)は、イングランド, ランカシャー州フリートウッド(en)にあるスタジアム。フリートウッド・タウンFCのホームスタジアムとなっている。ブラックプールFCのリザーブチームもまたホームとして使用。